# Twittering Birds Never Fly
Twittering Birds Never Fly (яп. 囀る鳥は羽ばたかない Саэдзуру Тори ва Хабатаканаи, рус. «Певчая птица крыльями не машет») — манга в жанре яой авторства Ко Ёнэды и одноимённое аниме, премьера которого состоялась 15 февраля 2020. Анонсировано двухсерийное продолжение аниме, а также выход OVA аниме-адаптации приквела манги Don’t Stay Gold
На сегодняшний день самая успешная манга Ко Ёнэды, получившая премию BL Awards 2014 и вошедшая в список премии FRaU Comic Award 2015. Была издана Taiyo Tosho в шести томах. История лицензирована к изданию в США, Тайване, Южной Корее, Франции, Польше, Италии и Испании.

## Сюжет
В результате болезни главы одного из сильнейших кланов якудза начинается борьба за власть. На должность вакагасира верхушки клана претендуют двое: глава одной из группировок и его заместитель. Преемник и наследник клана Мисуми склоняется в пользу главного героя истории — Ясиро, прославившегося в кругах якудза «финансовым менеджментом и сексуальным аппетитом», однако Ясиро отказывается, предупреждая своего благодетеля, что, если тот выберет его, «кто-нибудь умрёт».
Для Ясиро, давно разочаровавшегося и в жизни, и в любви, все осложняется тем, что на работу к нему приходит молодой человек Тикара Домэки, которого Ясиро неосознанно хочет уберечь от судьбы, постигшей его. Однако Домэки упорно выбирает только тот мир, к которому принадлежит Ясиро.

## Персонажи[9]
Ясиро (яп. 矢代) — вакагасира группировки Синсэкай, мазохист и талантливый менеджер. Был приведён в клан бывшим главой группировки Мисуми, который, заняв пост главы всего клана, решил сделать Ясиро своим заместителем. В первом томе ему 36 лет, в начале 7 тома — 40. После событий, описанных в первых шести томах, ушёл «в тень» и начал заведовать игорным бизнесом.
Сэйю: Тарусукэ Сингаки (в аниме и CD-драме)
Тикара Домэки (яп. 百目鬼 Тикара До:мэки) — бывший полицейский, отсидевший срок за попытку убийства отца, импотент. По ходу истории становится известна причина его преступления. Считает Ясиро «прекрасным, сильным и добрым» и хочет всегда следовать за ним. Не является частью клана якудза, в ряды группировки попал случайно, так как нуждался в заработке. У него есть семья (мать и младшая сестра). В первом томе ему 24 года, в 7 томе — 28 лет.
Сэйю: Ватару Хатано (в аниме и CD-драме)
Кандзи Кагэяма (яп. 影山莞爾) — старый друг и первая любовь Ясиро, врач. Кагеяма считает Ясиро членом своей семьи и никогда не рассматривал того в романтическом смысле, именно Ясиро свёл Кагеяму с Кугой, его нынешней любовью. История взаимоотношений Ясиро и Кагеямы раскрыта в двух приквелах Нечего бояться, если нечего терять / Tadayoedo Shizumazu, Saredo Naki mo Sezu (2009) и Не оставайся молодым / Don’t Stay Gold (2008))
Сэйю: Хироки Ясумото (в аниме и CD-драме)
Эйсин Куга (яп. 久我瑛心) — любовник Кагеямы, охранник, бармен. В начале истории ему 22 года.
Сэйю: Юки Оно (в аниме и CD-драме)
Ацуси Рюдзаки (яп. 竜崎篤士 Ацуси Рю:дзаки) — глава группы Мацубара, бывший любовник Ясиро, втайне симпатизирующий ему, но вынужденный лавировать между противоборствующими группами в клане.
Сэйю: Кэнта Миякэ (в аниме и CD-драме)
Кадзуаки Хирата (яп. 平田和明) — непосредственный босс Ясиро, глава (кумитё) группировки Синсэкай, основной претендент и соперник Ясиро на должность вакагасира всего клана Досинкай.
Сэйю: Акимицу Такасэ (в аниме)
Такахито Мисуми (яп. 三角隆仁) — босс Ясиро, его благодетель и наставник, именно Мисуми привёл Ясиро в ряды якудза, и, чтобы как-то обуздать сексуальные аппетиты Ясиро, стал его любовником. В конце 6 тома занимает должность председателя Досинкай и становится четвёртым главой клана. В начале истории ему 62 года.
Сэйю: Тору Окава (в аниме и CD-драме)
Юсукэ Нанахара (яп. 七原祐輔 Ю:сукэ Нанахара) — подчинённый и правая рука Ясиро, «не стратег», но хороший исполнитель. В начале манги ему 28 лет.
Сэйю: Кадзуюки Окицу (в аниме и CD-драме)
Сидзума Амо (яп. 天羽静真 Амо: Сидзума) — подчинённый и приёмный сын (родной сын жены) Мисуми, его правая рука.
Сэйю: Такуя Сато (в аниме)
Хаято Сугимото (яп. 杉本隼人) — подчинённый Ясиро.
Сэйю: Такахиро Миякэ (в аниме)

### Манга
Saezuru Tori wa Habatakanai выходит в журнале HertZ и ihr HertZ, начиная с марта 2008. Шесть томов истории отпечатано в издательстве Taiyoh Tosho.
| Заголовок                           | Дата релиза      | ISBN                |
| ----------------------------------- | ---------------- | ------------------- |
| Saezuru Tori wa Habatakanai. Vol. 1 | 30 января 2013   | ISBN 978-4813030133 |
| Saezuru Tori wa Habatakanai. Vol. 2 | 1 ноября 2013    | ISBN 978-4813030348 |
| Saezuru Tori wa Habatakanai. Vol. 3 | 1 июня 2015      | ISBN 978-4813030805 |
| Saezuru Tori wa Habatakanai. Vol. 4 | 30 сентября 2016 | ISBN 978-4813031277 |
| Saezuru Tori wa Habatakanai. Vol. 5 | 30 ноября 2017   | ISBN 978-4813031680 |
| Saezuru Tori wa Habatakanai. Vol. 6 | 1 мая 2019       | ISBN 978-4813032205 |

### CD-драма
CD-драма манги выходит в Frontier Works с 2013 года.
| Заголовок                           | Дата релиза      |
| ----------------------------------- | ---------------- |
| Saezuru Tori wa Habatakanai. Vol. 1 | 10 октября 2013  |
| Saezuru Tori wa Habatakanai. Vol. 2 | 24 сентября 2014 |
| Saezuru Tori wa Habatakanai. Vol. 3 | 27 января 2016   |
| Saezuru Tori wa Habatakanai. Vol. 4 | 8 февраля 2017   |
| Saezuru Tori wa Habatakanai. Vol. 5 | 28 февраля 2018  |
| Saezuru Tori wa Habatakanai. Vol. 6 | 21 февраля 2020  |

### Экранизация
Аниме-адаптация манги Saezuru Tori wa Habatakanai — The Clouds Gather («Певчая птица крыльями не машет — Тучи сгущаются») анонсирована 26 апреля 2019. Дата релиза — февраль 2020, производство студии GRIZZLY, продюсер — Blue Lynx, музыкальное сопровождение — джаз-банд H ZETTRIO.
15 февраля 2020 анонсированы вторая и третья части аниме. Сиквел получил название Saezuru Tori wa Habatakanai — The Storm Breaks («Певчая птица крыльями не машет — Грянул гром»), третья часть на данный момент названия не имеет

### DVD
1 марта 2021 года вышел одноимённый релиз OVA аниме-адаптации приквела манги Don’t Stay Gold. DVD был выпущен вместе со специальным изданием седьмого тома манги.

## Критика
В 2014 Twittering Birds Never Fly возглавляла список лучшей манги в жанре яой в Японии. Издание получило премию BL Awards 2014 и вошло в список премии FRaU Comic Award 2015, в 2016 манга номинирована в Sugoi Japan Award.. История лицензирована к изданию во многих странах в том числе в США (Digital Manga Publishing) и Испании (Ediciones Tomodomo)
К февралю 2020 издано более 1.5 млн копий манги Twittering Birds Never Fly